# Friedrich Conrad Wolff von und zu Todenwarth
Friedrich Conrad Wolff von und zu Todenwarth (* 23. März 1735 auf Todenwarth; † 2. Oktober 1809 in Karlshafen) war ein Hessen-Kasseler Offizier, zuletzt Generalleutnant und Kommandant von Karlshafen.

## Familie
Er entstammte dem hennebergisch-fränkisch-hessischen Adelsgeschlecht der Wolff von Todenwarth, dessen Stammsitz die alte Zollburg Todenwarth bei Schmalkalden war. Friedrich Conrad war das fünfte von acht Kindern des Freiherrn Johann Adam Volprecht Wolff von und zu Todenwarth (1682–1758), Erb- und Gerichtsherr zu Todenwarth, aus dessen zweiter, am 29. Oktober 1724 geschlossenen Ehe mit Johanna Eleonore von Neitschütz (1705–1765). Er selbst heiratete 1763 in Wanfried Martha Rosina Ockermann (1745–1794) und hatte mit ihr sechs Kinder:
- Eleonore Bernhardine Wilhelmine (1765–1807)
- Johann Bernhard Friedrich Anton (1766–1837)
- Friedrike Wilhelmine Charlotte (* 1770)
- Johann Friedrich Wilhelm
- Wilhelmine Henriette (1777–1819)
- Louise Sophie Antoinette (* 1782)

## Laufbahn
Todenwarth trat am 20. Juli 1752 als 17-jähriger Offizieranwärter in das damals in Schmalkalden stationierte hessen-kasselsche „Dragonerregiment Sachsen-Gotha“ ein. Danach sind zu seiner Laufbahn in der Hessen-Kasselschen Armee nur bruchstückhafte Daten bekannt:
- 1758: Lieutenant im 1757 umbenannten „Dragonerregiment Prinz Friedrich“.
- 1760: Patent zum Stabskapitän.[2]
- 1791: Obrist-Lieutenant im gleichen Regiment.[3]
- 1798: Obrist und Kommandeur des nunmehr in Frankenberg (Eder) stationierten Dragonerregiments Prinz Friedrich.[4]
- 1803: Generalmajor und Kommandeur des Dragonerregiments Prinz Friedrich.[5]
- 1805: General-Lieutenant und Chef und Inhaber des (Kurhessischen) Regiments „Gens d'Armes“,[6] Kommandant von Karlshafen.